# Murighiol
Murighiol est une commune roumaine située dans le județ de Tulcea.